# Whispering Jack
Whispering Jack è il dodicesimo album di John Farnham, pubblicato nel 1986 per l'etichetta Sony BMG.

## Tracce
1. "Pressure Down" (Harry Bogdanovs) – 3:50
2. "You're the Voice" (Andy Qunta, Keith Reid, Maggie Ryder, Chris Thompson) –  5:04
3. "One Step Away" (J Kennett, D Skinner) –  3:36
4. "Reasons" (Sam See) – 4:26
5. "Going, Going, Gone" (John Farnham, David Hirschfelder, Ross Fraser) – 3:33
6. "No One Comes Close" (Eric McCusker) – 4:09
7. "Love to Shine" (Bogdanovs, K Dee) – 4:01
8. "Trouble" (D East) –  3:25
9. "A Touch of Paradise" (Ross Wilson, Gulliver Smith) – 4:48
10. "Let Me Out" (Farnham) – 4:22

## Formazione
- John Farnham - voce
- Brett Garsed - chitarra
- David Hirschfelder - tastiera